# 克莱斯
克莱斯（義大利語：Cles），是意大利特伦托自治省的一个市镇。总面积39平方公里，人口6732人，人口密度172.6人/平方公里（2009年）。ISTAT代码为022062。